# Kellex Corporation
La Kellex Corporation fue una subsidiaria de M. W. Kellogg Company.  Kellex fue creada en 1942 para que las operaciones de Kellogg relacionadas con el proyecto Manhattan pudieran gestionarse en forma separada y secreta.  "Kell" hace referencia a "Kellogg" y "X" de secreto.  El objetivo de la nueva empresa fue diseñar una fábrica para producir  uranio enriquecido mediante difusión gaseosa. En el proceso de difusión gaseosa, los isótopos del Uranio-235 se pueden separar del  Uranio-238 si se convierte el uranio metálico en hexafluoruro de uranio gaseoso y haciéndolo pasar a través de una barrera de material.

## Historia
La M. W. Kellogg Company, con sede en Jersey City, NJ, se especializaba en proyectos de ingeniería química. Un año antes de que comenzara el Proyecto Manhattan, la Sección S-1 de la Office of Scientific Research and Development le solicitó a Kellogg que trabajara con John R. Dunning y otros científicos en la Universidad de Columbia para evaluar la factibilidad de la difusión gaseosa.  El proyecto piloto en Kellogg fue liderado por Percival C. "Dobie" Keith, vicepresidente de ingeniería en Kellogg, con A. L. Baker como jefe de Proyecto, y J. H. Arnold como director de Investigación y Desarrollo. El trabajo que Kellogg y Keith realizaban en el proyecto piloto hizo que fueran los candidatos obvios cuando el proyecto Manhattan buscó una compañía para diseñar una planta de procesamiento a nivel producción.
La empresa Kellex tuvo su sede en el Woolworth Building en el Lower Manhattan, ubicada en el mismo edificio que la Engineers Office de Nueva York, que coordinaba el proyecto y los casi 100 profesionales del Special Engineer Detachment que habían sido asignados para trabajar en la sede de Kellex. Kellex también tenía oficinas en el edificio Nash Garage de la Universidad de Columbia en la ciudad de Nueva York, en Decatur, Illinois, en la planta de Kellogg en Jersey City, y en los Clinton Engineer Works en Oak Ridge, Tennessee.

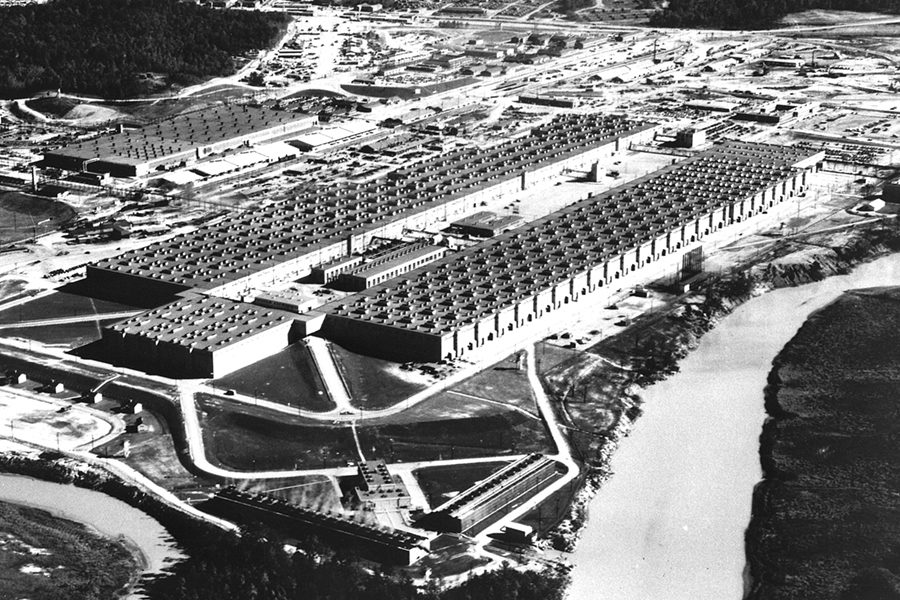
Vista aérea del edificio K-25 de la planta de difusión gaseosa de Oak Ridge.

Kellex se encargó de desarrollar procesos y equipos y de diseñar la planta. Debían cumplirse varios desafíos técnicos antes de que las técnicas de extracción de gas pudieran aplicarse efectivamente a la separación de uranio. Tal sistema necesitaría una barrera porosa adecuada, un compresor de gas viable y una tubería que pudiera resistir los efectos corrosivos del gas hexafluoruro de uranio. Los científicos desarrollaron y probaron diferentes procesos posibles para la extracción de uranio en varios lugares. Estos incluyeron una planta piloto de difusión gaseosa construida en el Nash Garage Building de la Universidad de Columbia en el 3280 Broadway, Nueva York, NY. Los científicos e ingenieros estaban desarrollando tecnología para la planta de producción propuesta al mismo tiempo que los arquitectos diseñaban un edificio para albergarla..
El proyecto se denominó K-25; la "K" hace referencia a Kellex mientras que "25" era una designación usual del uranio-235 durante el proyecto Manhattan. La planta de producción K-25 en los Clinton Engineer Works fue construida por la empresa constructora J. A. Jone.  La planta que medía 1600 m de largo y tenía forma de U tenía una superficie de 18 hectáreas, contaba cuatro niveles y alojaba ciento de miles de tuberías y equipos con recubrimiento especial y herméticamente sellados. La planta K-25 fue la planta más cara del proyecto Manhattan.  Finalizada la construcción la planta fue operada por Carbide and Carbon Chemicals Corporation.
En 1950, Kellex Corporation fue comprada por Vitro Corporation.